# Gustav August Jung

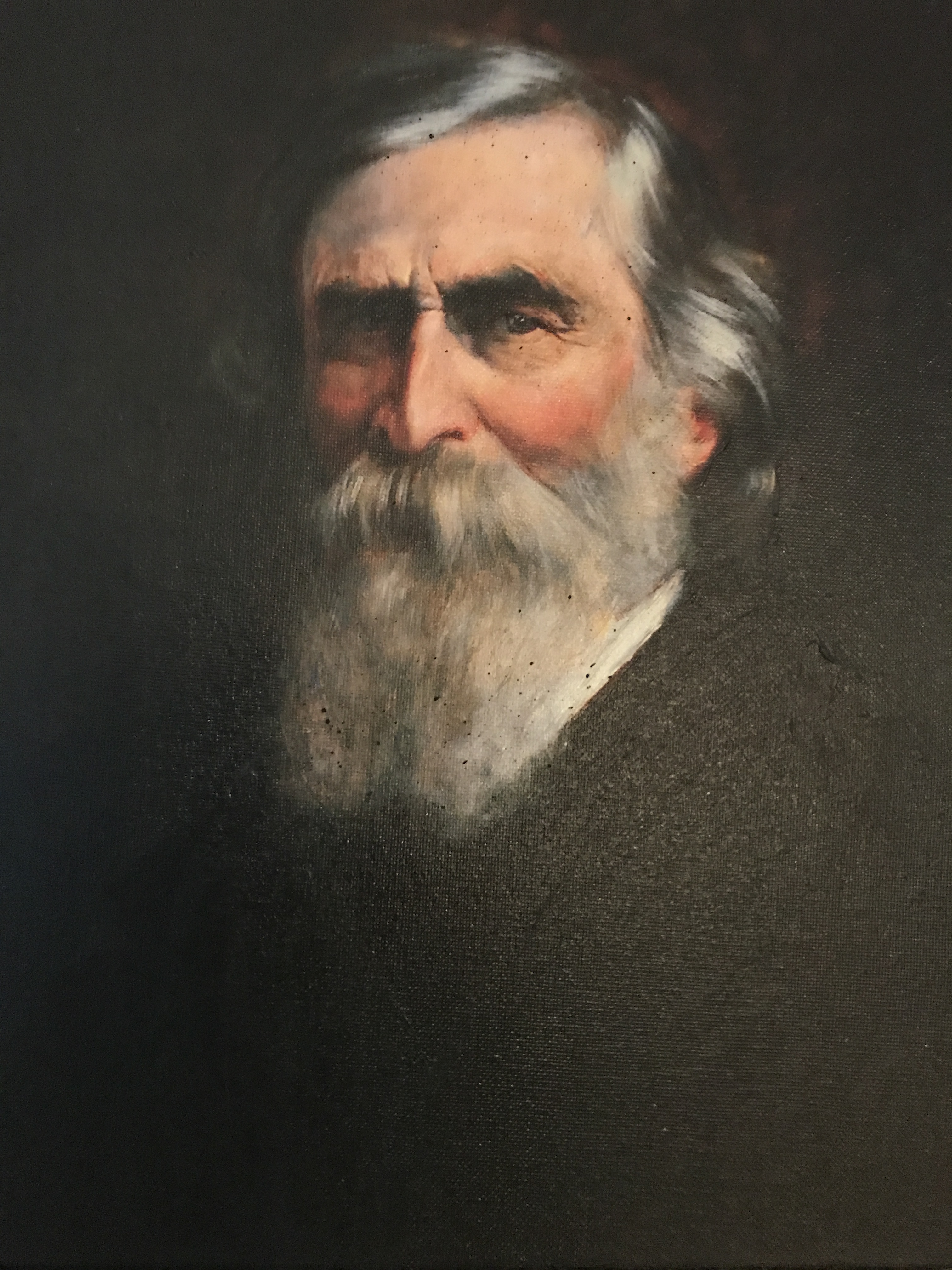
Gustav August Jung

Gustav August Jung (* 10. Dezember 1824 in Steinbrücken (Dietzhölztal); † 20. Mai 1904 auf der Amalienhütte) war ein deutscher Unternehmer in der nassauischen Eisenhüttenindustrie.

## Leben
Gustav August Jung wurde am  als Sohn des Hütteninspektors und Montanunternehmers Johann Jakob Jung (1779–1847) und seiner Ehefrau Catharina Amalie (1782–1850) geboren. Er besuchte zunächst die Realschule in Siegen, die aus der dortigen alten Lateinschule hervorgegangen war. Der Hauptzweck der Realschule bestand darin, den Schülern eine hinreichende Ausbildung in Wissenschaften, Sprachen und Künste zu gewähren und sie auch gleichzeitig zum Übertritt in die Sekunda eines Gymnasiums vorzubereiten. Jung durchlief anschließend eine praktische Ausbildung auf der Grube Stahlberg bei Müsen. Seine Vorfahren, der Oberbergmeister Johann Heinrich Jung, dessen Sohn der Berg- und Hüttenkommissar Johann Helmann Jung (1734–1809) sowie dessen Söhne Johann Justus (1763–1799) und Heinrich Wilhelm Jung (1771–1828), hatten dort weitreichende technische Neuerungen eingeführt. Nach dieser praktischen Lehrzeit besuchte Jung das im Oktober 1825 gegründete Polytechnikum in Karlsruhe. Anschließend wechselte er auf das Gewerbeinstitut Berlin, das 1821 als Technisches Institut errichtet worden war. Damit erhielt eine für die damalige Zeit umfassende höhere technische Ausbildung. Danach unternahm er eine längere Studienreise nach Böhmen, Mähren, in die Steiermark und nach Oberitalien, um Einrichtungen und Fabrikationsmethoden im dortigen Bergbau und Hüttenwesen kennenzulernen.

### Unternehmensleitung
Als sein Vater im Januar 1847 und seine Mutter im November 1850 gestorben waren, übernahm er mit seinem älteren Bruder Julius (1822–1892) die Firma „J. J. Jung“ mit dem Sitz Amalienhütte bei Niederlaasphe. Mit ihren Brüdern erweiterten sie das Unternehmen in den folgenden Jahren beständig. Es wurden weitere Roheisensteingruben, die bislang in Pacht betriebene Eibelshäuser Hütte 1865 mit den Steinbrücker Hämmer, die Ludwigshütte (Biedenkopf) 1869 sowie die Neuhütte bei Ewersbach 1876 mit ihren ausgedehnten Grubenfeldern erworben.
Gustav August Jung behielt die Leitung der Amalienhütte auch nach der Gründung des Hessen-Nassauischen Hüttenvereins im März 1883. Die Familie Jung bestimmte ihn nach dem Ausscheiden von Julius Jung aus dem Unternehmen aufgrund seiner langjährigen Erfahrung und seines Ansehens zum Vorsitzenden des Aufsichtsrates, womit er nominell die Leitung des Gesamtunternehmens innehatte. Der Hessen-Nassauische Hüttenverein entwickelte sich unter seiner Führung zum zweitgrößten Unternehmen nach der Firma Buderus im Lahn-Dill-Gebiet.

### Verbandsvertreter
Gustav August Jung vertrat die Wirtschaftsinteressen der Familie im 1851 gegründeten „Verein zum Verkaufe von nassauischen Roheisen“. Die Eisenhüttenindustrie im Lahn-Dill-Gebiet stand in den 1850er Jahren vor einer grundlegenden strukturellen Herausforderung. Drei Produktionsfaktoren, die bisher leicht verfügbar waren, bestimmten den natürlichen Standort der nassauischen Montanindustrie: Erz, Holzkohle und Wasser. Der Rückgang der Holzressourcen führte aber bereits im ausgehenden 18. und in der ersten Hälfte des 19. Jahrhunderts zu erheblichen Problemen mit einer ausreichenden Holzkohlenversorgung. Die neue aus England herkommende Technologie der Eisenverhüttung auf der Basis von Koks und die Einführung des Puddelverfahrens verlagerte die Eisenproduktion zu den reichlich vorhandenen Steinkohlevorkommen an Rhein und Ruhr. Darüber hinaus bedrohten die preisgünstigeren Roheisenimporte aus England und Belgien die nassauischen Hüttenwerke, die allerdings der Zollverein mittels Einführung mäßiger Importzölle vor einer stärkeren Konkurrenz schützte.
Die Nassauer Hüttenunternehmer, so auch die Familie Jung erkannten diese Gefahren bereits in den 1840er Jahren und gründeten auf Betreiben des Geheimen Oberbergrats Carl Maximilian Lossen (1793–1861) von der Concordiahütte in Sayn im Mai 1851 den „Verein für den Verkauf von nassauischen Roheisen“. Dessen Zielsetzung war es, eine Konkurrenz untereinander auszuschließen, die Produktion von Roheisen auf Holzkohlenbasis vor ausländischer Konkurrenz zu schützen, den Verkauf des nassauischen Roheisens geschlossen in eigene Regie zu übernehmen und eine Kreditanstalt zu errichten, die den Hüttenbesitzern über Konjunkturschwankungen hinweghalf. Die Familie Jung trat mit ihren beiden Werken Amalienhütte bei Laasphe und Eibelshäuser Hütte bei Dillenburg dem Verein bei. Sie blieb bis Anfang der 1880er Jahre nach Buderus das führende Mitglied in diesem Verband und verließ den Roheisenverband erst, als die letzten Holzkohlenhochöfen auf ihren Werken ausgeblasen wurden.
Gustav August Jung setzte sich als Vorsitzender des Aufsichtsrates des Hessen-Nassauischen Hüttenvereins ebenso, wenn auch nur indirekt, für eine Verbesserung der Verkehrsinfrastruktur im Dillraum ein. So gehörten neben seinem Sohn Hüttendirektor Gustav Jung (1859–1929) von der Neuhütte weitere Mitglieder der Familie Jung – die Hüttendirektoren Ferdinand Jung (1848–1906) und Julius Conrad (1839–1894) von der Eibelshäuser Hütte sowie Dr. Carl Neuschäfer (1850–1927) – dem Vorstand des Eisenbahn-Komitees zu Strassebersbach 1884 an, das sich für den Bau der Dietzhölztalbahn von Dillenburg nach Strassebersbach einsetzte. Die geforderte Eisenbahnlinie sollte vor allem dem kostengünstigen Abtransport der geförderten Erze zu den Abnehmern im rheinisch-westfälischen Wirtschaftsraum dienen. Die neue Bahnstrecke nahm schließlich im April 1892 ihren Betrieb auf.

### Soziales Engagement
Gustav August Jung empfand stets eine hohe soziale Verantwortung gegenüber seinen Mitarbeitern und bemühte sich, selbst in wirtschaftlich ungünstigen Zeiten wie im Gründerkrach von 1873 bis 1893 keine Entlassung vorzunehmen. Andere Montanunternehmen im Lahn-Dill-Gebiet mussten hingegen ihre Arbeitskräfte reduzieren, um über die wirtschaftlich schwierigen Zeiten zu kommen.

„Selbst zu Zeiten ungünstiger Konjunkturen, deren die Werke während ihres Bestehens doch viele durchmachten, ist nie ein Arbeiter aus Mangel an Beschäftigung entlassen worden und selbst materieller Schaden vermochte eine Abweichung von diesem Prinzip nicht zu veranlassen.“

### Politisches Engagement
Gustav August Jung besaß das Vertrauen seiner Mitbürger und diese schlugen ihn öffentlich in den Kreisblättern von Berleburg, Siegen und Biedenkopf zur Wahl als Abgeordneten für den ersten Deutschen Reichstag von 1871 vor: 

„Wir können nur dann ein ersprießliches Wirken vom Reichstag erwarten wenn wir solche Männer wählen, deren liberale Gesinnung bewährt ist und welche sich unter allen Umständen die volle Unabhängigkeit bewahren können, die das erste Erfordernis eines Vertreters des Volkes ist.“

Gustav August Jung wurde als Abgeordneter der Kreise Siegen-Wittgenstein-Biedenkopf in den ersten Reichstag (Deutsches Kaiserreich) gewählt, obwohl er mehrfach und auch öffentlich erklärt hatte, für ein solches Amt nicht zur Verfügung zu stehen. Er lehnte das Mandat infolgedessen ab. Der preußische Staat verlieh ihm aufgrund seiner Verdienste für die Wirtschaft, aber auch für sein soziales Engagement im Jahre 1897 den Titel eines Kommerzienrates.

## Ehe und Kinder

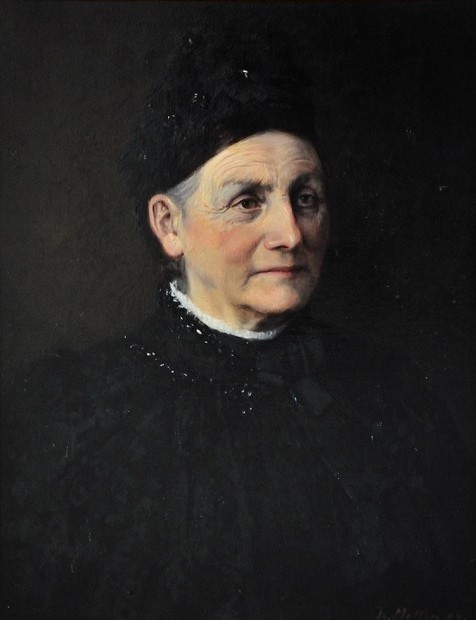
Louise Jung geb. Schmidt

Gustav August Jung heiratete am 27. November 1847 in Steinbrücken Louise Christiane Sophie Schmidt, eine Nachfahrin von Rurikiden. Sie war die Tochter des Pfarrers und Hofpredigers Friedrich Philipp Schmidt, der in Saarbrücken am 9. Dezember 1797 geboren wurde und am 4. September 1885 in Laasphe verstarb, und dessen Ehefrau Karoline Rosina Neuschäfer, die am 9. Dezember 1801 in Battenberg geboren wurde und am 8. Dezember 1869 in Laasphe verstarb. Das Ehepaar Gustav August Jung hatte fünf gemeinsame Kinder:
1. Amalie Karoline Julie Albertine, die am 12. Dezember 1850 zur Amalienhütte geboren wurde und am 20. Januar 1935 in Biedenkopf verstarb. Sie heiratete am 2. Januar 1875 Emil Hecker, der am 30. März 1845 in Haiger geboren wurde und am 27. Dezember 1902 in Biedenkopf auf der Ludwigshütte verstarb.
2. Thusnelde, die am 27. April 1852 zur Amalienhütte geboren wurde und dort am 28. Mai 1866 verstarb.
3. Marie, die am 13. Juni 1854 zur Amalienhütte geboren wurde und am 27. Dezember 1925 in Biedenkopf unverheiratet verstarb.
4. Luise Wilhelmine Sophie Friederike, die am 12. Mai 1857 zur Amalienhütte geboren wurde und am 17. Juni 1907 in Biedenkopf verstarb. Sie heiratete am 17. Juli 1881 den Baumeister Hermann Steinvorth, der vor seiner Ehefrau verstarb.
5. Gustav, der am 8. Januar 1859 zur Amalienhütte geboren wurde und am 12. Juni 1929 zur Neuhütte verstarb. Er heiratete am 4. August 1885 in Siegen Hermine Vogel, die am 31. Mai 1861 in Siegen geboren wurde und am 31. März 1935 zu Straßebersbach verstarb.

Gustav August Jung verstarb nach einem erfolgreichen Unternehmerleben und fand seine Ruhestätte auf dem alten Friedhof von Niederlaasphe. 1975 wurde er mit seiner Frau umgebettet auf den Friedhof in Neuhütte (heute Dietzhölztal), wo sein Sohn Gustav beerdigt ist.